# Дезидерио, Аниелло
Ание́лло Дезиде́рио (итал. Angelo/Aniello Desiderio, родился в 1971 году, Неаполь) — итальянский гитарист-виртуоз.

## Биография
Аниелло Дезидерио родился в 1971 году в Неаполе. Играть на гитаре начал в юном возрасте, обучался у признанных мастеров гитарной музыки Бруно Баттисти Д’Амарио и Стефано Арута. Дезидерио посещал мастер-классы знаменитого Лео Брауэра, который так однажды прокомментировал их совместную работу:
«Аниелло, моя работа как композитора, заканчивается тогда, когда написана последняя нота. Дальше начинается твоя работа. И это счастье видеть, как исполнитель интерпретирует мою музыку» 
Лео Брауэр создал специальную группу и среди прочих в ней обучался Аниелло Дезидерио. Окончил Музыкальную консерваторию в Алессандрии, (Италия) в 1992 году.

## Музыкальная карьера
В возрасте восьми лет Аниелло Дезидерио начал выступать с концертами, а в девять состоялось выступление музыканта на итальянском телевизионном канале RAI UNO. Это выступление было высоко оценено специалистами и Аниелло получил прозвище «чудо-ребенок» (итал. enfant prodige).
Аниелло Дезидерио является участником, финалистом и призёром многих престижных музыкальных фестивалей.
- 1-й приз на XVII и XVIII Международных конкурсах в Рецанати (Concorso Internazionale di Recanati), Италия (1980/1981)
- 2-й приз на Международном конкурсе им. Фернандо Сора в Риме, Италия (1984)
- 1-й приз на II Национальном конкурсе «Maudzio Donia» в сицилийском городе Мессина, Италия (1986)
- 1-й приз на IV Международном гитарном конкурсе в Гаване, Куба (1988)
- 1-й приз на Международном гитарном конкурсе в Токио, Япония (1988)
- 1-й приз и Специальный приз за лучшее исполнение произведений Ф. Тарреги на XXVI Международном конкурсе им. Франсиско Тарреги в Беникасим, Испания (1992)
- 1-й приз на Международном конкурсе «Citta di San Remo», Сан-Ремо, Италия (1994)
- 1-й приз на Международном гитарном конкурсе фонда Хасинто и Иносенсио Герреро (Fundación Jacinto e Inocencio Guerrero) в Мадриде, Испания (1994)

В 1988 году Аниелло Дезидерио стал также обладателем приза «Неаполитанец года», Италия.
С 1989 года, после успешного выступления на Международном гитарном фестивале в Волосе (Греция), Дезидерио активно гастролирует по миру с концертами, как сольными, так и в сопровождении оркестра. В частности, Дезидерио выступал с российским камерным оркестром «Виртуозы Москвы» под руководством Владимира Спивакова). В 2008 году участвовал в Третьем московском международном фестивале «Виртуозы гитары».

## Дискография
- Debut (Дебют), 1994
- 20th Century Sonatas (Сонаты XX века), 1995
- Italica Famosa (Знаменитые произведения итальянских композиторов), 2000
- Tango y Danzas (Танго и Танцы), 2002